# Crestmead
Crestmead è una sobborgo del Brisbane, Queensland, Australia. Si trova a 27 km da Brisbane. Ha una popolazione di 10 086 abitanti.